# O Futuro Pertence à... Jovem Guarda
O Futuro Pertence à... Jovem Guarda é um álbum do cantor e compositor brasileiro Erasmo Carlos lançado em 4 de fevereiro de 2022 pela gravadora Som Livre. O álbum venceu o Grammy Latino de melhor álbum de rock ou música alternativa em língua portuguesa de 2022.

## Contexto
O trigésimo terceiro álbum de Erasmo Carlos, O Futuro Pertence à... Jovem Guarda, teve direção artística de Marcus Preto e produção musical de Pupillo Oliveira, lançado em 4 de fevereiro de 2022 pela gravadora Som Livre. A ilustração da capa foi de Marcelo Mente e faz referência a outros trabalhos de Erasmo, Projeto Salva Terra e Gigante gentil.
Inicialmente o álbum foi lançado nas plataformas de streaming musicais e posteriormente ganhou uma versão em disco de vinil produzido pela Bilesky Discos. A capa da versão física do disco vinil foi idealizada por Erasmo e lançada em 2023, um ano após a morte do cantor.
O álbum é um revisitação a Jovem Guarda, movimento cultural brasileiro da década de 1960 que revelou nomes como o de Erasmo Carlos, Roberto Carlos, Wanderléa, dentre outros nomes.

## Faixas
Ref.:
| N.º            | Título               | Compositor(es)                   | Duração |  |
| 1.             | "Nasci pra Chorar"   | Erasmo Carlos, Dion DiMucci      | 3:00    |  |
| 2.             | "O Ritmo da Chuva"   | John Gummoe                      | 4:13    |  |
| 3.             | "Alguém na Multidão" | Rossini Pinto                    | 3:13    |  |
| 4.             | "Tijolinho"          | Wagner Benatti                   | 3:17    |  |
| 5.             | "Esqueça"            | Mark Anthony, Roberta Corte Real | 3:11    |  |
| 6.             | "A Volta"            | Roberto Carlos, Erasmo Carlos    | 4:55    |  |
| 7.             | "Devolva-me"         | Renato Barros, Lilian Knapp      | 3:57    |  |
| 8.             | "O Bom"              | Carlos Imperial                  | 2:25    |  |
| Duração total: | Duração total:       | Duração total:                   | 28:14   |  |

## Recepção

### Turnê
O artista realizou shows do álbum em Porto Alegre, São Paulo e no Rio de Janeiro.

### Crítica
O jornalista musical Mauro Ferreira, em seu blog no G1, fez crítica positiva ao disco, classificando com quatro estrelas de cinco, e anotou que "esse repertório tão simples quando cativante reaparece embalado com som atual que se desvia do trilho indie modernoso". Em carta aberta do produtor Marcelo Fróes publicada no jornal carioca O Globo, Froés destacou: "achei sensacional o conceito de seu novo disco e as declarações sobre a Jovem Guarda. Nunca achei que você e/ou Roberto Carlos tivessem qualquer responsabilidade de defender a Jovem Guarda como “movimento”, como estilo musical ou como genérico para artistas da chamada música jovem".
Germana Macambira para o jornal Folha de Pernambuco, escreveu crítica favorável ao trabalho de Erasmo, adicionando: "aconchegante na medida certa e com o chamariz necessário para um Tremendão roqueiro dos velhos tempos, o álbum reflete o quão embalado pela música Erasmo Carlos segue, embora desnecessário provar sua efervescência atemporal e entranhada em suas mais de cinco décadas de trajetória como artista, compositor de centenas de músicas que acompanham e atravessam gerações".

### Prêmios
O álbum foi indicado ao Grammy Latino de 2022. Em cerimônia realizada no Michelob Ultra Arena, em Las Vegas, nos Estados Unidos o álbum foi vencedor na categoria de melhor álbum de rock ou música alternativa em língua portuguesa.
No ano seguinte, o trabalho foi indicado ao Prêmio da Música Brasileira. Em cerimônia realizada no Theatro Municipal do Rio de Janeiro, na cidade do Rio de Janeiro, venceu a categoria de melhor lançamento de pop/rock.
| Ano  | Premiação                   | Local                                                                       | Categoria                                                       | Resultado | Ref.   |
| ---- | --------------------------- | --------------------------------------------------------------------------- | --------------------------------------------------------------- | --------- | ------ |
| 2022 | Grammy Latino               | Michelob Ultra Arena, Paradise, Nevada, Estados Unidos                      | Melhor álbum de rock ou música alternativa em língua portuguesa | Venceu    | [ 23 ] |
| 2023 | Prêmio da Música Brasileira | Theatro Municipal do Rio de Janeiro, Rio de Janeiro, Rio de Janeiro, Brasil | Melhor lançamento de Pop/Rock                                   | Venceu    | [ 24 ] |

## Músicos
Trabalharam nesse álbum os músicos:
- André Lima (sintetizadores);
- Carlos Trilha (sintetizadores);
- Luiz Lopez (guitarra);
- Pedro Baby (guitarra);
- Pedro Dias (baixo);
- Rike Frainer (bateria);
- Zé Lourenço (teclados).